# Коловертки

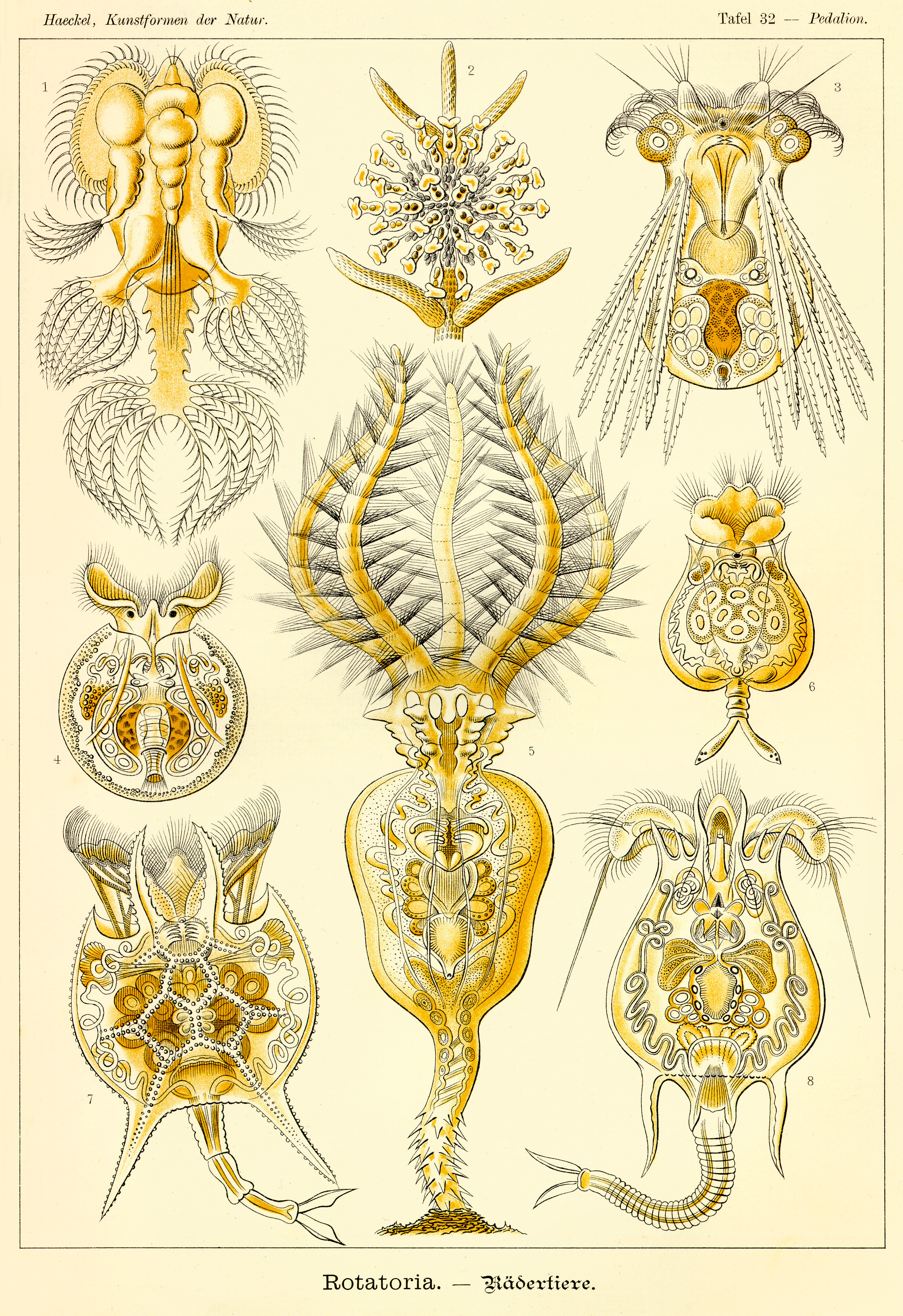
Коловертки на малюнку Ернста Геккеля (1904)

Колове́ртки (Rotifera, Rotatoria) — один з типів двобічно-симетричних тварин. Основною характерною ознакою є наявність так званого навколоротового апарату — війкової формації на передньому кінці тіла, яка використовується для живлення і руху.
Відомо близько 2000 видів коловерток. В основному це прісноводні мешканці, але деякі водяться в морі та вологих ґрунтах. Переважна більшість коловерток є вільноплаваючими, але відомі і прикріплені форми.
За розміром коловертки не перевищують 2 мм. До цього типу належить Ascomorpha minima — найдрібніша багатоклітинна тварина, розмір якої становить близько 40 мікрон. У зв'язку з малими розмірами тканини часто набувають синцитійної будови. Для типу в цілому характерна евтелія (постійність клітинного складу). Деякі коловертки можуть впадати в криптобіоз.

## Історія
Коловертки не лишають скамʼянілостей, проте один вид схожий на сучасного Habrotrocha angusticollis було знайдено на шапинці гриба Coprinites dominicanus у домініканському бурштині.

## Будова тіла
На передньому кінці тіла розташований навколоротовий апарат. Він в простому варіанті складається з двох віночків війок (трохус (передній) і цингулум (задній)) і війкового поля між ними. Головний відділ може втягуватися за допомогою спеціальних м'язів-ретракторов. Тулуб містить велику частину внутрішніх органів. На його кінці, над основами ноги розташований отвір клоаки.
Нога — це м'язистий виріст тіла, що дозволяє коловерткам рухатися. На кінці ноги розташовується пара «пальців», в основі яких відкриваються цементуючі залози: таким чином, з їх допомогою тварина може прикріплятися до субстрату.

### Покриви і мускулатура
Покриви представлені синцитієм, на периферії якого розташовується термінальна мережа з актиноподібних філаментів. На поверхні розташований шар глікокаліксу, який може іноді досягати значної товщини. Синцитій підстилає базальна пластинка, під якою знаходиться первинна порожнина тіла.
Шкірно-мускульний мішок у коловерток відсутній, є окремі, переважно поперечно-смугасті, м'язові волокна.

### Травна система
Ротовий отвір розташований на черевній стороні між віночками війок навколоротового апарату. Він веде в ротову порожнину і потім в м'язисту глотку (мастакс) з характерним для коловерток жувальним апаратом, утвореним «зубами» з полісахаридів (у хижих форм вони можуть висуватися). У глотку відкриваються слинні залози. За глоткою йде стравохід, а за ним — ентодермальний шлунок, в передню частину якого відкриваються травні залози. Шлунок з'єднується з середньою кишкою, клітини якої мають довгі джгутики. Далі розташовується задня кишка з анальним отвором (фактично вона є клоакою, оскільки в неї впадають протоки статевої і видільної систем). Деякі коловертки (2 роди) можуть повторно втрачати задню кишку.

### Видільна система
Видільна система представлена протонефридіями (від 4 до 50 циртоцитів). Їх протоки впадають в сечовий міхур, який відкривається в клоаку.

### Нервова система
Присутній один виражений надглотковий ганглій, від якого йдуть нервові стовбури до різних органів, але також можуть бути нервові скупчення в районі ноги і статевої системи. Основними органами чуття є головні щупальця — конічні горбки з пучком війок на верхівці. У загальному їх три: пара вентральних і дорсальна (тім'яна).
У районі надглоткового ганглія у більшості є 1 або 2 фоторецептори інвертованого типу, будова яких достатньо примітивна (тільки у небагатьох є подібність склоподібного тіла).

## Розмноження і розвиток
Коловертки — роздільностатеві організми. Статева система самки представлена цілісним (клас Monogononta) або дволопатевим (клас Digononta) яєчником, що знаходиться в задній частині тіла, під кишкою. Яєчник підрозділений на частину, що власне продукує яйцеклітини і жовток. Від яєчника відходить короткий яйцепровід, що впадає в клоаку. Самці володіють єдиним сім'яником; від нього відходить сім'япровід, дистальна частина якого проходить в копулятивному органі, що вивертається.
У різних систематичних групах коловерток статевий диморфізм виражений по-різному. Так у представників класу Seisonidea самці і самки не дуже розрізняються на вигляд. Навпаки, у коловерток з класу Monogononta самці карликові, не живляться, і з внутрішніх органів у них представлена тільки гонада. У представників класу Digononta самці зовсім відсутні, а розмноження йде тільки шляхом партеногенезу.
Розвиток прямий, без метаморфозу. Дроблення дуже рано стає двобічно-симетричним. Після періоду ембріонального розвитку клітини перестають ділитися — з цим пов'язана постійність їхнього клітинного складу (також через це у коловерток відсутня здатність до регенерації).

## Життєвий цикл
Життєвий цикл (у Monogononta) є гетерогонією, тобто чергуванням партеногенетичного і статевого розмноження. У стабільних, сприятливих умовах в популяції присутні тільки самки, які розмножуються партеногенезом. За несприятливих умов з'являються гаплоїдні самці. В результаті запліднення утворюються яйця, що мають товсту оболонку. З цих яєць виходять партеногенетичні самки. Самки також виділяють спеціальний фермент.
Коловертки можуть утворювати цисти, за допомогою яких можуть розповсюджуватися по земній кулі, перепливаючи океани.
Деякі класи коловерток (наприклад, бделоїдні — Bdelloidea) десятки мільйонів років обходяться без статевого розмноження. Дивовижно, але за відсутності цього важливого, як традиційно вважається, фактору мінливості ці класи збагачуються десятками нових видів. Припускається — через здатність використовувати гени інших малих істот.

## Цікаві факти
Коловертка з класу Bdelloidea ожила після 24 000 років анабіозу, заморожена у вічній мерзлоті Сибіру. Bdelloidea є одними з небагатьох крихітних істот, включаючи тихохідних, які, як відомо, виживають у неймовірно негостинних умовах.